# Statue d'Ebih-Il
La statue d'Ebih-Il est une statue votive datant de la période des dynasties archaïques III (2500-2334 av. J.C.), découverte en 1934 sur le site de Mari en Syrie par l'archéologue français André Parrot et conservée au musée du Louvre en France sous le numéro d'inventaire AO 17551. Représentant un dignitaire au titre de nu-bandà, généralement traduit par « intendant » ou « inspecteur » mais désormais comprise comme une fonction militaire (« capitaine » ?), un dignitaire de haut rang très vraisemblablement, elle est considérée comme un chef-d'œuvre de l'art statuaire mésopotamien.

## Découverte
La statue d'Ebih-Il est découverte en deux morceaux par la mission d'André Parrot à Tell Hariri en Syrie : la tête est mise au jour le 22 janvier 1934, suivie le lendemain, à quelques mètres, du corps et d'une autre statuette plus petite. L'emplacement sera ensuite identifié par André Parrot comme le dallage de la cour extérieure sud d'un temple d'Ištar Virile. Ce sont les premières découvertes majeures des fouilles, commencées l'hiver 1933 après une découverte fortuite par des bédouins en août. Les deux statuettes portent des inscriptions qui les identifient : la petite est celle d'Išgi-Mari (d'abord lu Lamgi-Mari), roi de Mari, et la plus grande celle d'Ebih-Il (d'abord lu Entil) et dont le titre est alors interprété comme « intendant ». Tous deux ont consacré leur statue à Ištar virile. Le temple d'Ishtar-Ush, ou Ishtar Virile, a plus récemment été réévalué dans sa topographie, sa stratigraphie et sa place dans la vie religieuse de la cité de l'Euphrate. L'espace dont provient la statue Ebih-Il a ainsi été réinterprété à la suite de l'analyse de l'ensemble de la documentation. Il n'est désormais plus considéré comme une cour au sud du temple mais comme un espace extérieur au temple, jouxtant la voie de circulation qui conduit de la porte Ouest de la ville au palais royal.
La Syrie est alors sous mandat français. La loi de partage après fouilles dispose qu'elles soient réparties en deux lots de valeur équivalente, l'un pour le pays de découverte et l'autre pour celui du découvreur, le choix étant laissé au directeur des antiquités du pays. Fasciné par la statue d'Ebih-Il, André Parrot tient à ce qu'elle rejoigne les collections du musée du Louvre : il regroupe dans le premier lot la statue du roi Išgi-Mari et la majorité des objets importants, tandis que le second lot ne contient que la statue d'Ebih-Il et quelques objets. Maurice Dunand, directeur général des antiquités et des musées de Syrie, choisit le premier lot, tandis que la statue d'Ebih-Il est envoyé à Paris. Un arrêté du comité national des acquisitions la fait entrer dans les collections nationales le 3 décembre 1934.

## Description de la statue

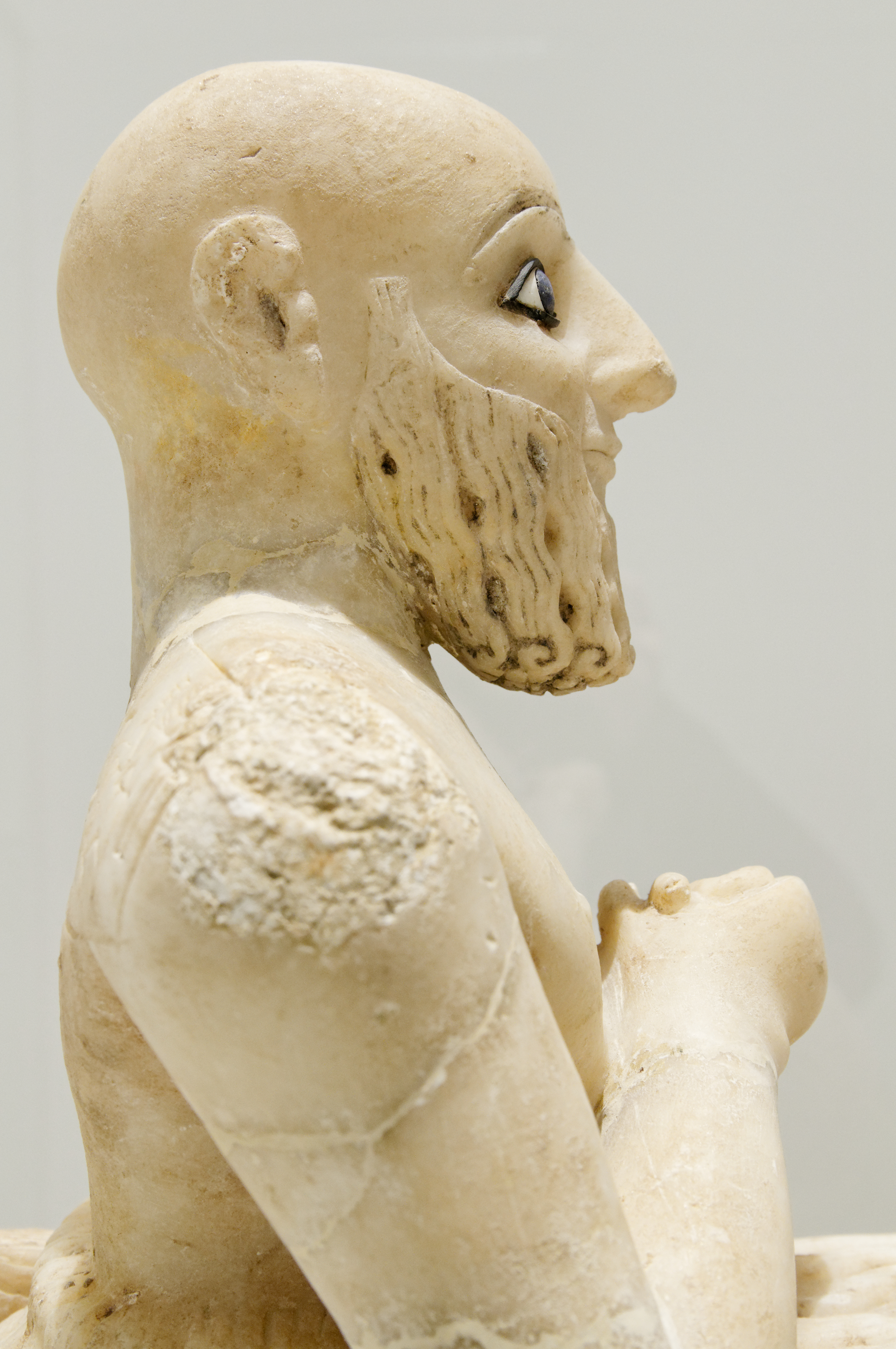
Détail de la tête et du buste

La statue, haute de 53 centimètres, a été sculptée dans un bloc unique d'albâtre à grain très fin. Les yeux en amande sont incrustés en coquille avec iris en lapis-lazuli, matériaux précieux importés respectivement du golfe Persique et d'Afghanistan. Les yeux et les sourcils sont marqués au bitume, dont on trouve également des traces dans les mèches de la barbe.
La statue représente un homme barbu et à la tête rasée, comme c'est la mode pour les dignitaires de Mari. Les sourcils, dits en arête de poisson, sont réunis au milieu. Il est assis sur un siège en roseaux cousus — la statue a été retrouvée avec des jambes qui ont été enlevées dans les années 1950. Le buste est nu et légèrement aminci à la taille. Le personnage porte un kaunakès (jupe) à longues mèches, probablement une peau de mouton, retenu à la taille par une ceinture nouée au bas du dos. Ses mains sont ramenées contre la poitrine, la main droite posée sur la main gauche fermée. Une incision non-épigraphique, mais ressemblant au signe cunéiforme kúr, marque l'endroit du nombril. Une inscription de cinq cases est gravée sur le derrière de l'épaule droite, emplacement habituel pour les statues de Mari. L'inscription est en caractères cunéiformes qui transcrivent une langue sémitique, propre à la région de Mari et proche de celle d'Ebla, royaume syrien contemporain. Mari n'appartient pas au monde sumérien.
L'œuvre porte des traces de restauration antique. Les jambes appartenaient initialement au même bloc que le reste de la statue, et avaient été dégagées du siège par creusement ; l'avant du siège porte encore des traces de taille et ne comporte aucune décoration, contrairement à l'arrière. Déséquilibrée par le poids trop important du kaunakès, la statue s'est effondrée sur l'avant et les jambes se sont cassées au niveau des chevilles. La partie endommagée a été sciée dans l'Antiquité et deux cavités ont été pratiquées sous l'avant du kaunakès, permettant à la fois d'insérer de nouvelles jambes et d'alléger l'ensemble. Une encoche profonde a également été réalisée sous l'avant du siège pour un nouveau socle.

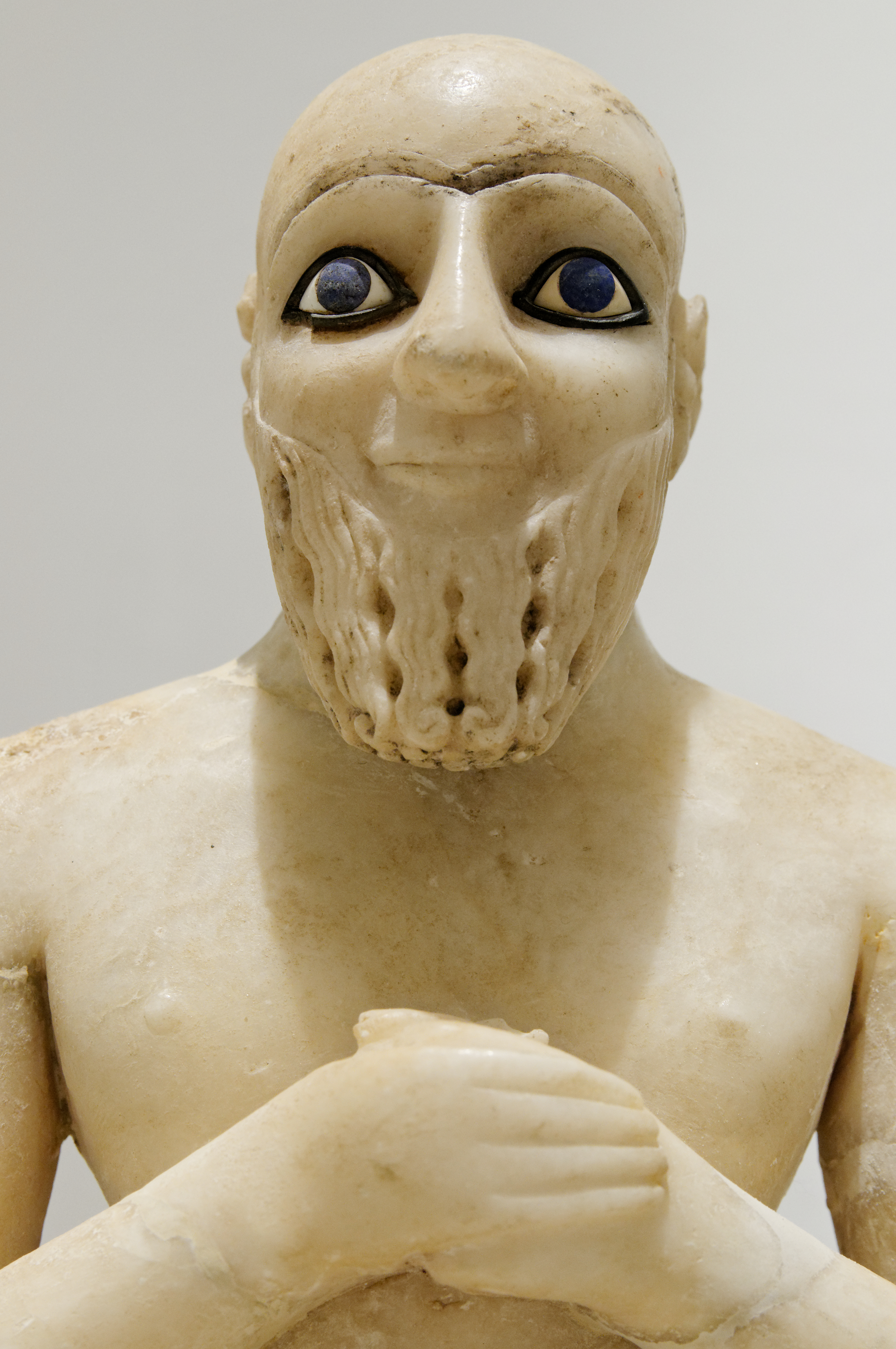
Vue de face avec expressions faciales et mains jointes en prière.
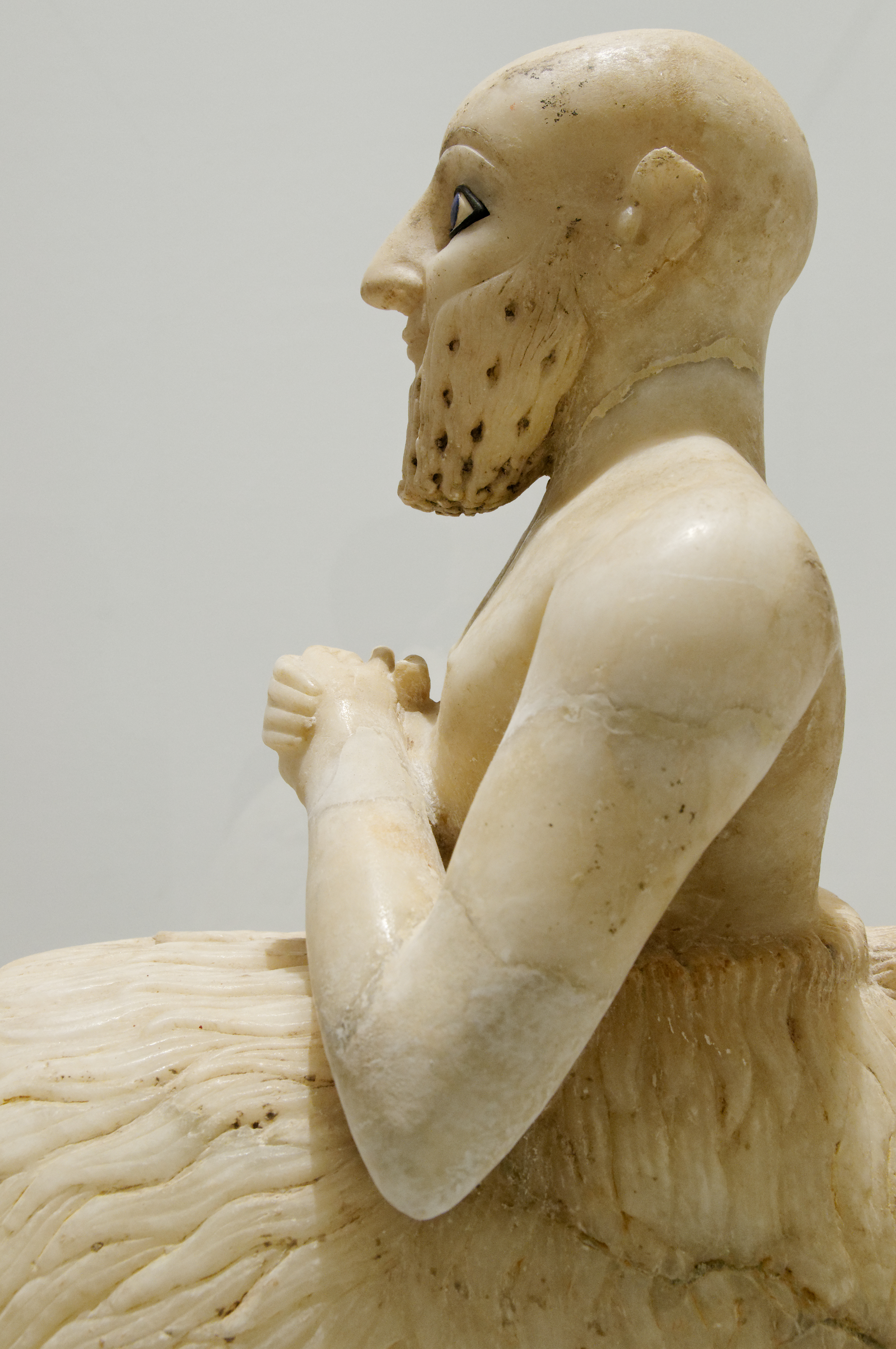
Vue de profil montrant la posture assise et la jupe kaunakès.
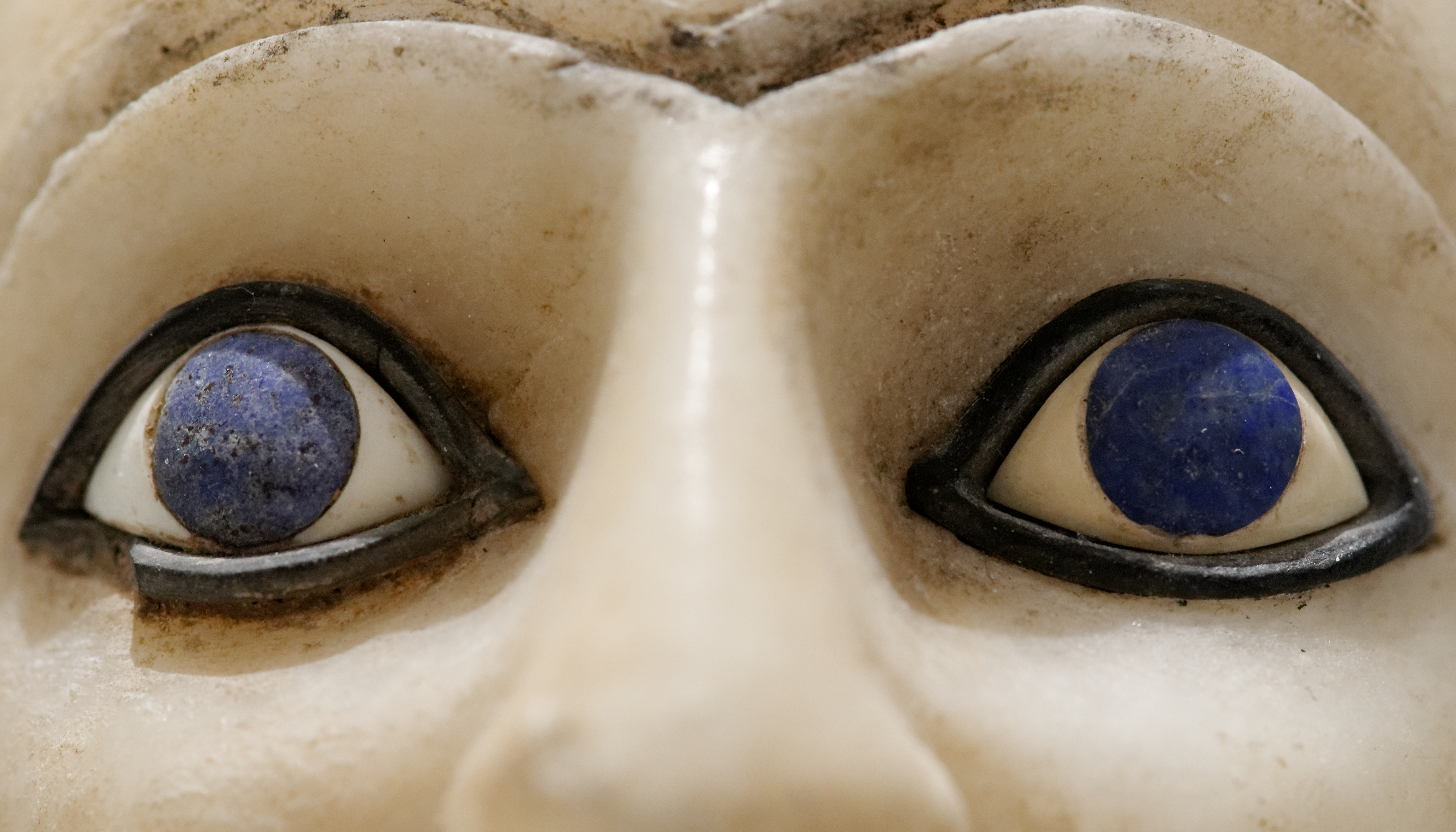
Gros plan des yeux en coquillage, iris en lapis-lazuli, soulignés d'un trait de bitume.
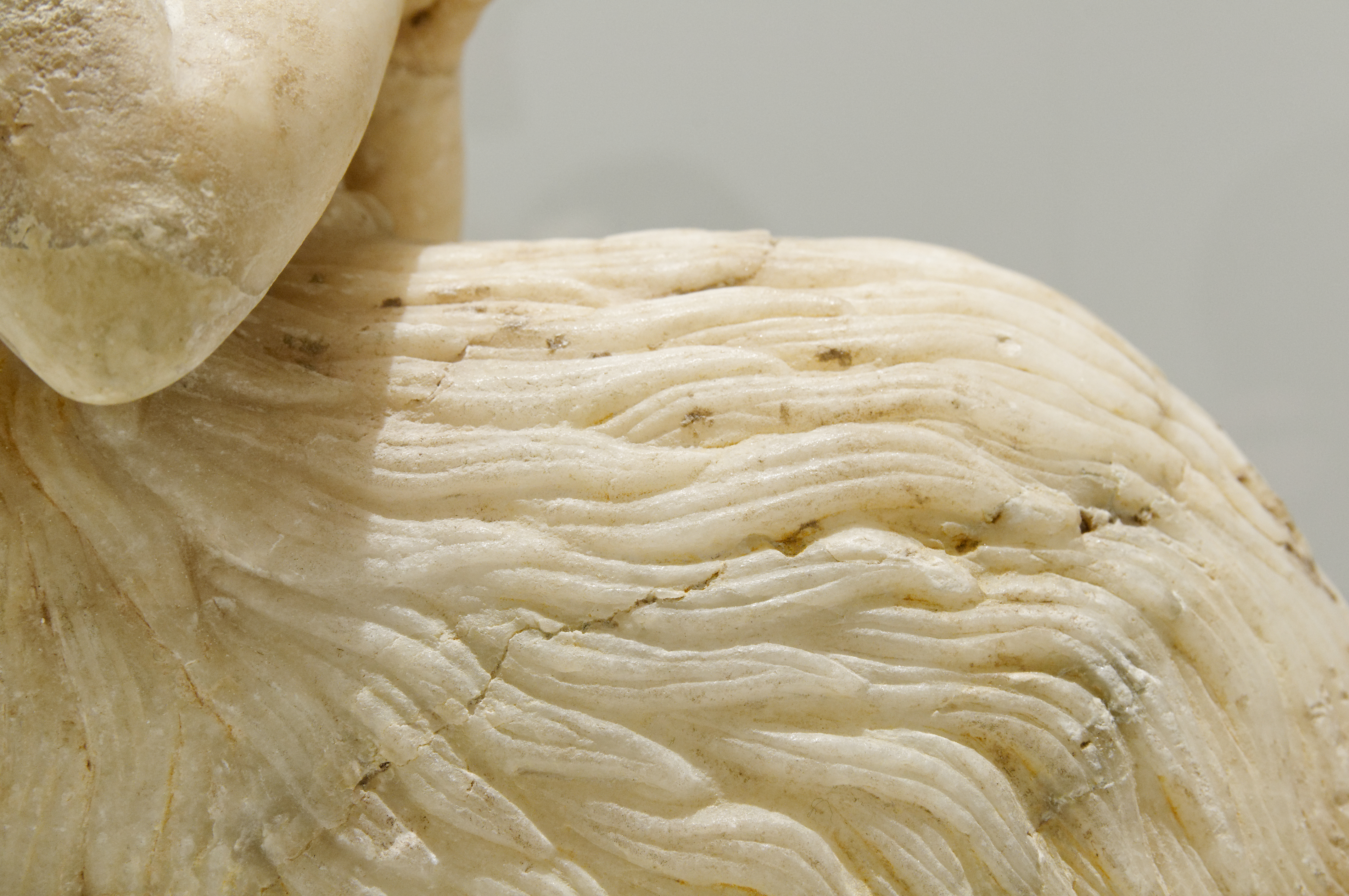
Détail de la jupe kaunakès en fourrure.
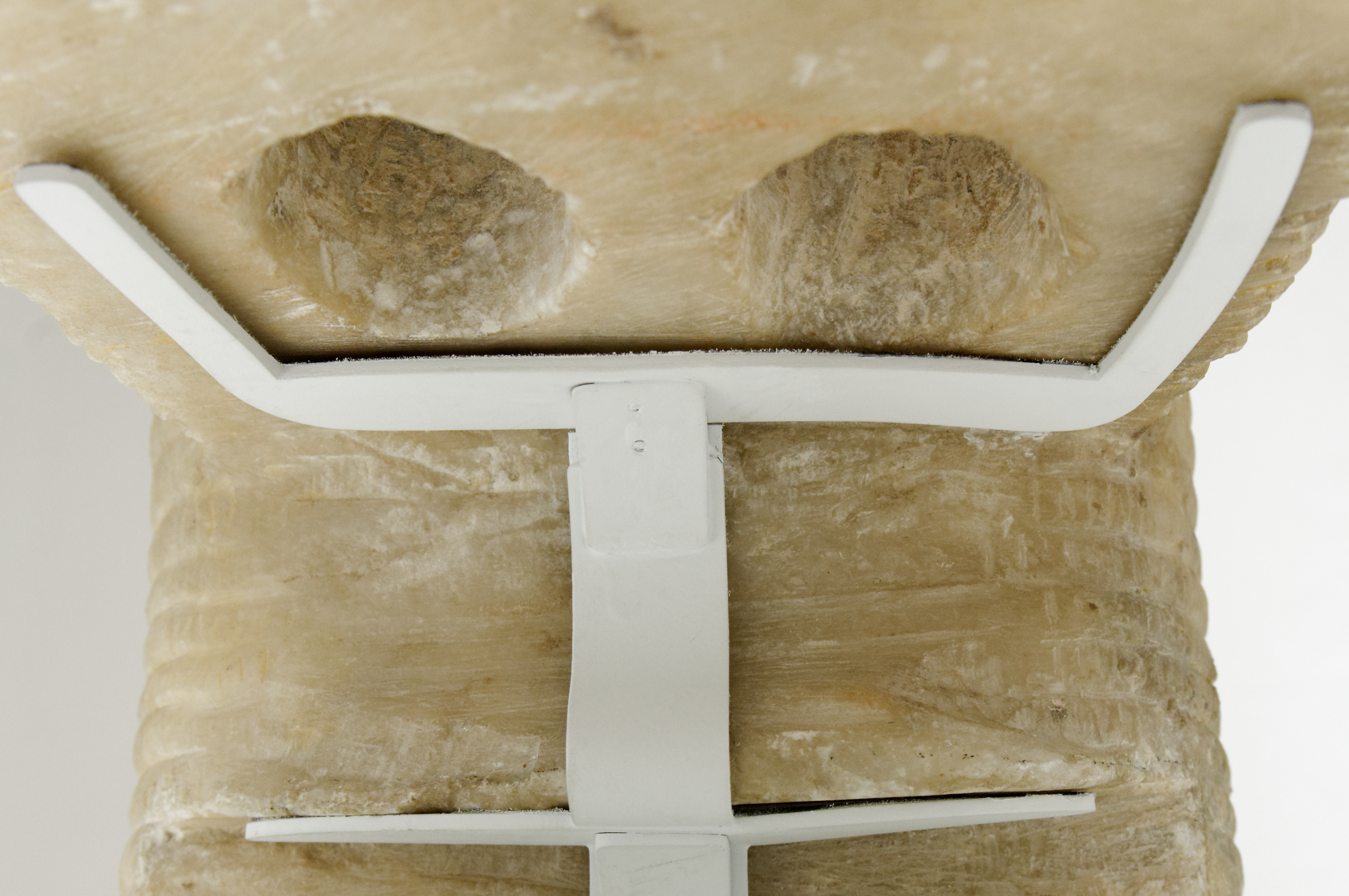
Mortaises pour l'insertion des jambes, sous la jupe.
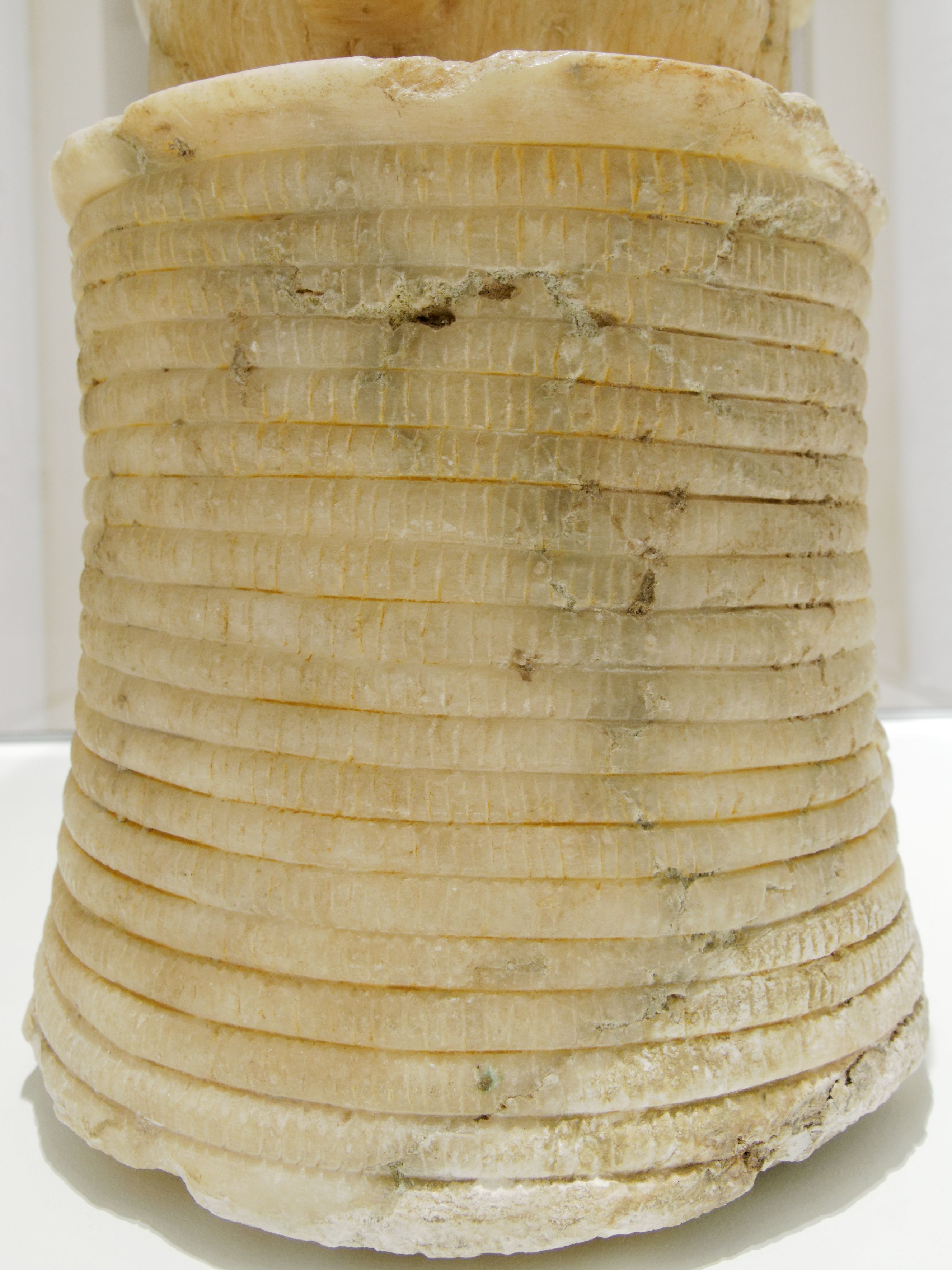
Gros plan du siège en osier.

## Ebih-Il
Ebih-Il n'est pas connu autrement que par la statue qui le représente. Son nom même n'est pas assuré : écrit EN.TI-IL, il a d'abord été lu avec les signes « Entil » par André Parrot. L'épigraphiste François Thureau-Dangin a proposé d'interpréter la séquence de signes comme « Ebih-Il », littéralement « Ebih est dieu », Ebih étant le nom d'une montagne des monts Zagros. Le dédicant porte le titre de « nu-bandà », charge militaire et administrative connue à Sumer vers 2100-2000 av. J.-C. et que l'on traduit ordinairement par « capitaine » ou « inspecteur » Il semble que la charge ait eu davantage d'importance à l'époque dynastique archaïque. Thureau-Dangin la traduit par « intendant ». Le choix des matériaux, la qualité de l'exécution et la posture assise, réservée aux grands personnages, témoignent du caractère exceptionnel de la statue et donc de l'importance de son dédicant.
Inscription sur l'épaule de la statue d'Ebih-il,

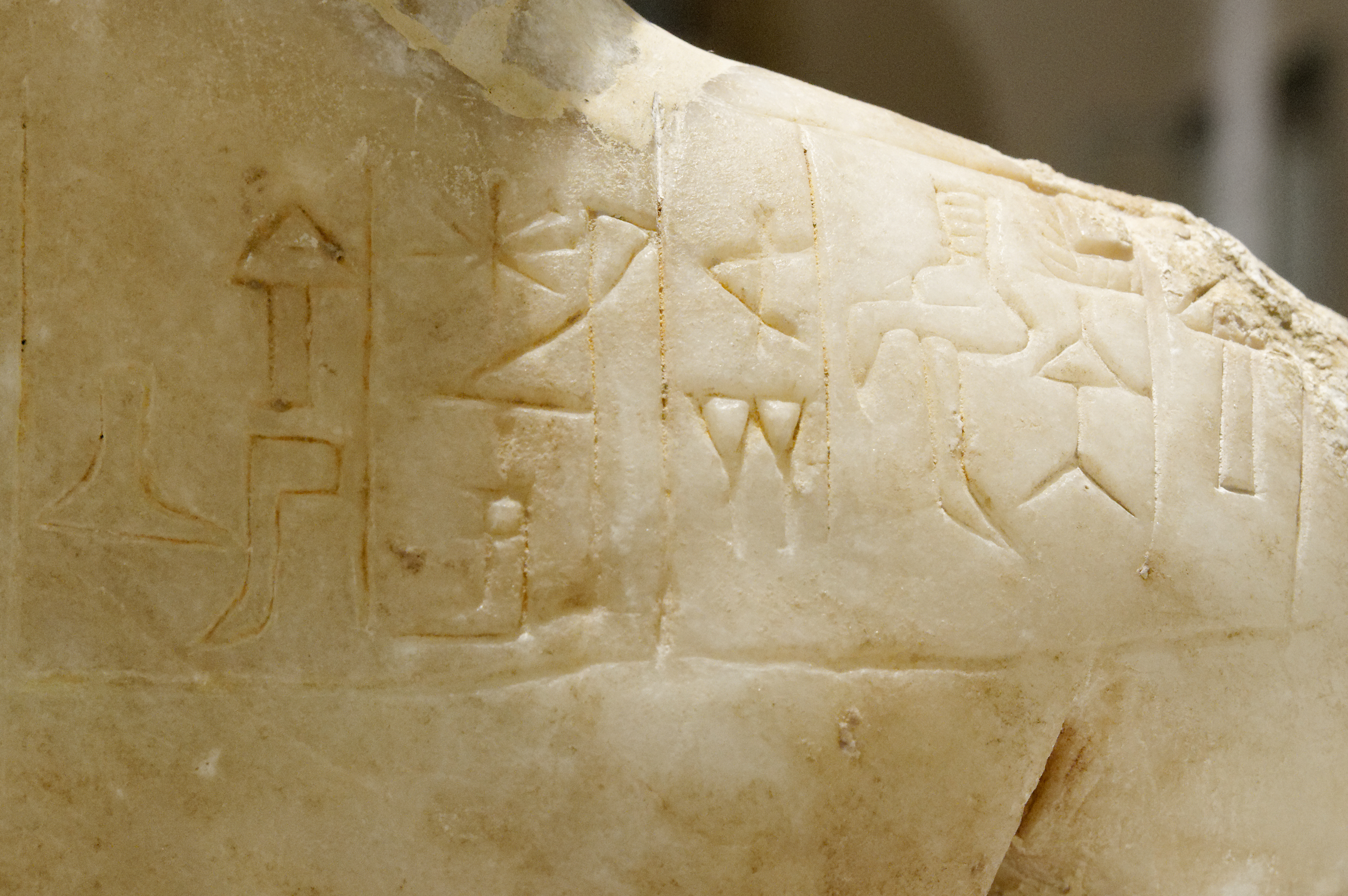
Dédicace de la statue en caractères proto-cunéiformes : « Ebih-il 𒉡𒌉, nu-banda - inspecteur[14] - a offert sa statue à Ishtar Virile ».
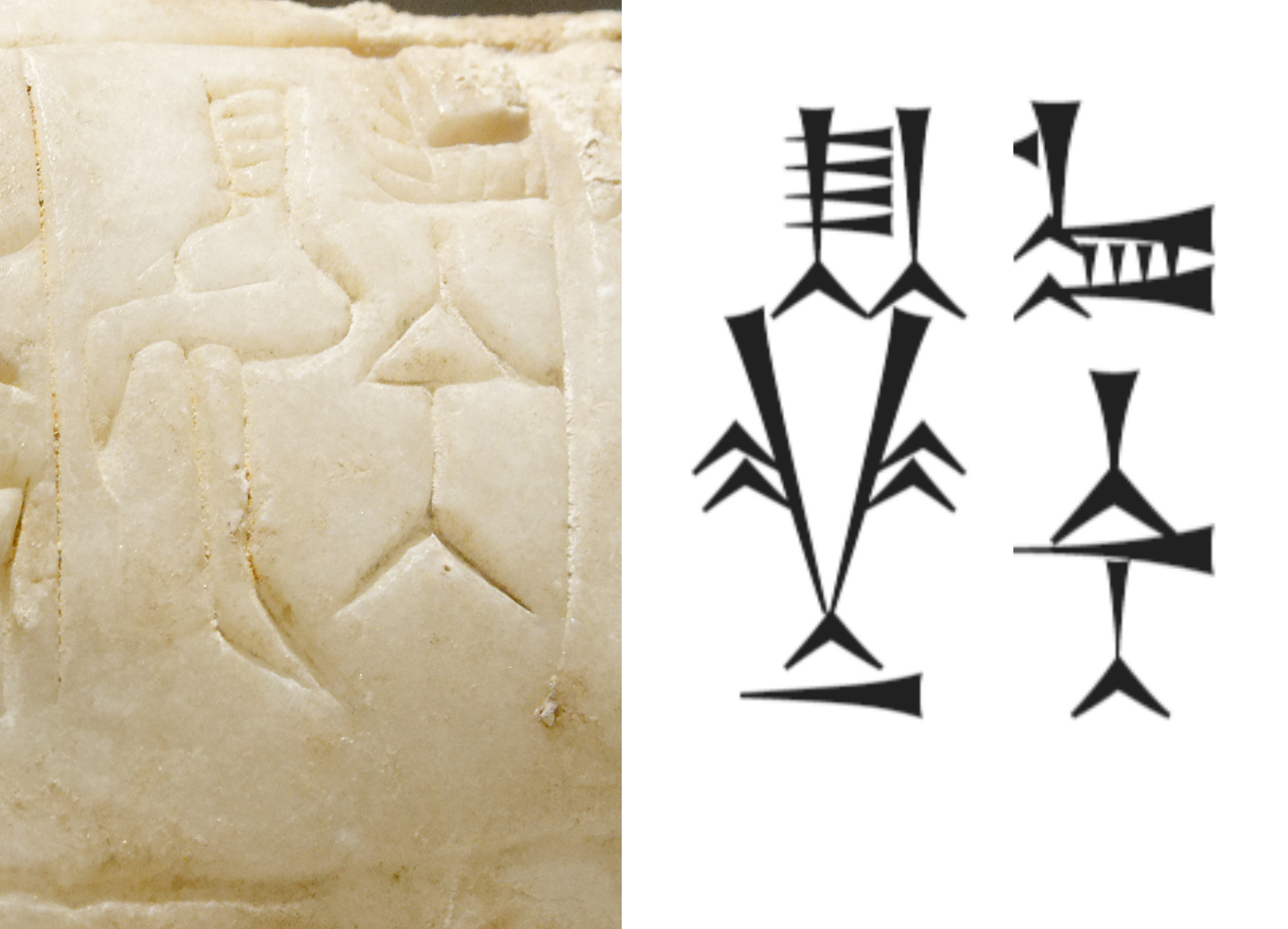
Le nom ebih-il 𒂗𒋾𒅋 avec les cunéiformes suméro-akkadiens standard correspondants[15].

« 
𒊨 𒂗𒋾𒅋 𒉡𒌉 𒀭𒈹𒍑 𒊕𒄸𒁺

dul, Ebih-il, nu-bandadIštar Nita, sarig.

"Cette statue, Ebih-il, le surveillant, à Ishtar (?), il a dédié." »